# سن ویتو دی فاگانیا
سن ویتو دی فاگانیا (به ایتالیایی: San Vito di Fagagna) یک کومونه در ایتالیا است که در استان اودینه واقع شده‌است.

## خصوصیات
سن ویتو دی فاگانیا ۸٫۵ کیلومترمربع مساحت و ۱٬۶۲۷ نفر جمعیت دارد.